# Inga Fischer-Hjalmars
Inga Fischer-Hjalmars (ur. 16 stycznia 1918 w Sztokholmie, zm. 17 września 2008 w Lidingö) – szwedzka chemiczka, fizyczka, farmaceutka i pionierka chemii kwantowej. Była pionierką zastosowania mechaniki kwantowej do rozwiązywania problemów chemii teoretycznej i sekretarzem Stałego Komitetu Wolnej Wymiany Naukowców Międzynarodowej Rady Nauki.

## Życiorys
Jej rodzicami byli Karen Beate Wulff i inżynier budownictwa Otto Fischer. W 1939 otrzymała tytuł Bachelor z farmacji, a w 1944 magistra z fizyki, chemii i matematyki. Kontynuowała studia podyplomowe, uzyskując tytuły z mechaniki kwantowej w 1949 i chemii w 1950. W trakcie studiów chemicznych pod kierunkiem Nilsa Löfgrena jako pierwsza zsyntetyzowała nowy środek znieczulający xylocainę.
W 1949 rozpoczęła pracę na doktoratem. Tytuł uzyskała w 1952 na Uniwersytecie w Sztokholmie, gdzie została profesorem nadzwyczajnym fizyki matematycznej i mechaniki. W latach 1959–1963 prowadziła laboratorium fizyki matematycznej w Królewskim Instytucie Technicznym w Sztokholmie. Została pierwszą szwedzką profesor fizyki teoretycznej. Zastąpiła na stanowisku Oskara Kleina i piastowała to stanowisko do 1982.

## Członkostwo w Akademiach Nauk
- Międzynarodowa Akademia Nauk Kwantowo-Molekularnych(inne języki)
- Królewska Szwedzka Akademia Nauk
- Królewska Duńska Akademia Nauk i Literatury(inne języki)

## Życie prywatne
Jej mężem był profesor inżynierii mechanicznej Stig Hjalmar.